# محرك احتراق خارجي
محرك الاحتراق الخارجي هو محرك حراري حيث يتم تسخين مائع ما داخل المحرك عن طريق عملية احتراق خارجية - أي من مصدر خارجي- فيتمدد هذا المائع بالحرارة ويولد طاقة حركية تفعّل آلية المحرك، بعد ذلك يتم تبريد المائع فينكمش وتتغير حركة المحرك مع انكماشه ثم تعاد العملية مرة أخرى في دورة مكررة لتشغيل المحرك.
عادة ما يكون المائع المستخدم غازيا كما في محرك ستيرلينغ أو في المحرك البخاري الذي يعمل بالبخار المضغوط لتوليد الحركة.

طريقة عمل المحرك البخاري الثلاثي: يدخل البخار ساخنا من اليسار ويخرج من اليمين بعد تحول حرارته في المحرك إلى طاقة حركة.

## أنواع محركات الاحتراق الخارجي
- المحرك البخاري
- محرك ستيرلينغ
- وعاء البخار